# Cameo (groupe)
Pour les articles homonymes, voir Cameo.
Cameo est un groupe américain de funk et R&B, fondé en 1974.

## Histoire

### Genèse
Le batteur Larry Blackmon et le claviériste Gregory Johnson jouent dans le groupe East Coast avant de former les New York City Players en 1974. La formation est également composée des chanteurs Tomi Jenkins et Nathan Leftenant et d'une dizaine d'autres musiciens. Ils sont signés par le label Chocolate City, filiale de Casablanca Records, et adoptent le nom Cameo,.

### Chocolate City
Leur premier album, Cardiac Arrest, sort en 1977. Entre 1979 et 1982, Cameo place plusieurs singles dans le Top 10 du classement R&B. Secret Omen, sorti en 1979, est le premier d'une série de cinq albums certifiés « disque d'or ». L'année suivante, Cameosis est leur premier album à figurer dans le Top 30 du Billboard 200, qui recense les meilleures ventes aux États-Unis tous styles musicaux confondus.
En 1981, le groupe quitte New York pour Atlanta. Larry Blackmon établit son propre label discographique, Atlanta Artist. Il enregistre l'album Alligator Woman avec Tomi Jenkins, Nathan Leftenant et deux autres musiciens. Le disque se classe 23e du Billboard 200.

### Atlanta Artists
Style sort en 1983 sans rencontrer le succès. Leur 10e album, She's Strange, est édité en 1984. Le morceau-titre séduit un large public. no 1 du classement R&B, il entre dans les 50 premières places du Billboard Hot 100. Au Royaume-Uni, la chanson figure dans le Top 40. Leur succès se confirme avec l'album Single Life, dont sont extraits les singles Single Life et Attack Me With Your Love, qui accèdent au Top 5 du classement R&B. L'album Word Up!, sorti en 1986, est certifié « disque de platine ». Le morceau-titre devient leur plus grand succès en atteignant la 1re place du classement R&B et la 6e du Hot 100. Durant l'été 1986, il se classe 3e des ventes de singles au Royaume-Uni,. Deux autres singles, Candy et Back and Forth, parviennent dans le Top 5 du classement R&B et dans le Top 30 des charts britanniques.

## Discographie

### Album studio
- 1977 : Cardiac Arrest (Chocolate City)
- 1978 : We All Know Who We Are (Chocolate City)
- 1978 : Ugly Ego (Chocolate City)
- 1979 : Secret Omen (Chocolate City)
- 1980 : Cameosis (Chocolate City)
- 1980 : Feel Me (Chocolate City)
- 1981 : Knights of the Sound Table (Chocolate City)
- 1982 : Alligator Woman (Chocolate City)
- 1983 : Style (Atlanta Artists)
- 1984 : She's Strange (Atlanta Artists)
- 1985 : Single Life (Atlanta Artists)
- 1986 : Word Up! (Atlanta Artists)
- 1988 : Machismo (Atlanta Artists)
- 1990 : Real Men… Wear Black (Mercury)
- 1992 : Emotional Violence (Reprise)
- 1995 : In The Face of Funk
- 2000 : Sexy Sweet Thing

### Albums live
- 1996 : Nasty (Intersound)
- 1998 : Live: Word Up (Universal)
- 2003 : Original Artist Hit List Intersound)
- 2007 : Nasty, Live & Funky (Prestige)
- 2007 : Word Up! Greatest Hits – Live (Silver Star)
- 2007 : Keep It Hot (Sheridan Square)

### Compilations
- 1992 : Shake Your Pants  (PolyGram)
- 1993 : The Best of Cameo (Mercury)
- 1996 : The Best of Cameo, Volume 2 (Mercury)
- 1998 : Best of Cameo (Universal)
- 1998 : The Ballads Collection (Mercury)
- 1998 : Greatest Hits (PolyGram)
- 1999 : 12" Collection and More (Mercury)
- 2001 : The Hits Collection (Universal)
- 2001 : The Millennium Collection: The Best of Cameo (Mercury)
- 2002 : Anthology (Mercury)
- 2003 : Original Artist Hit List (Intersound)
- 2003 : Classic Cameo (Mercury)
- 2004 : The Best of Cameo (Collectables)
- 2005 : Gold (Mercury)
- 2006 : The Definitive Collection (Mercury)